# هول 30 (حمية غذائية)
يعد ذا هول 30 (Whole30) نظامًا غذائيًا لمدة 30 يومًا. ويركز هذا النظام على اللأطعمة الكاملة ويستبعد المشاركون خلاله السكر، والكحوليات، والحبوب، والبقوليات، والصويا، ومنتجات الألبان. يشبه نظام هول 30 نظام البليو ولكنه أكثر تقييدًا حيث أنه يمنع تناول المنتجات الطبيعية مثل العسل أو شراب القيبق.
أما الأطعمة المسموح بها خلال هذا البرنامج هي اللحوم، والمكسرات، والبذور، والمأكولات البحرية، والبيض، والخضروات، والفواكه. خلال نظام هول 30 ينصح المشاركون بعدم عد السعرات الحرارية أو وزن أنفسهم. بعد اكتمال البرنامج، يتم إرشاد المشاركين لإعادة تقديم الأطعمة غير المسموح بها ضمن قائمة نظام هول 30 وتوثيق العواقب الصحية، وقيمة الطهى لهذه الإضافات وتحديد ما إذا كانت الإضافة مرغوبة. يعتقد مؤسسو البرنامج أن السكر، والحبوب، ومنتجات الألبان، والكحوليات، والبقول تأثر على الوزن، والطاقة، ومستويات الإجهاد. إن فقدان الوزن ليس محورًا لنظام هول 30 ولا يسمح بعد السعرات الحرارية أو الوزن في خلال هذه الفترة.
أسس هذا البرنامج أخصائيا التغذية والرياضة دالاس هارتوينج (Dallas Hartwig) وميليسا هارتوينج (Melissa Hartwig) عام 2009.
وفي يوليو 2016، أشارت مقالة في نيويورك تايمز حول استخدام تطبيق انستجرام بواسطة متبعي الحميات الغذائية إلى أن المشاركين في برنامج هول 30 قد شاركوا أكثر من مليون منشور عبر الانستجرام باستخدام هاشتاج #هول30، وأشاروا أيضًا إلى أن أولئك الذين يشاركون هذا الوسم يمثلون «إحدى المجتمعات ذات التفكير المتشابه على ما يبدو والتي لا نهاية لها» مع مقارنتها مع أكثر من 30 مليون منشور تحت هاشتاج #مراقبوا_الوزن. لم يتم إجراء دراسات على وجه التحديد تخص الآثار الصحية لنظام هول 30 الغذائى.
في الوقت الذي يتفق فيه أخصائيو التغذية عمومًا على تركيز البرنامج على البروتينيات، والخضراوات، والأطعمة غير المصنعة مع تجنب السكريات المضافة والكحوليات فإنهم ينظرون أيضًا إلى النظام الغذائى على أنه شديد الحساسية. احتلت هذه الحمية الغذائية المرتبة الأخيرة من بين 38 حمية وفقًا لتقرير يو إس نيوز (U.S. News & World Report) حول أفضل الحميات الغذائية عام 2016. وصرح ميريدن زيرنر (Meridan Zerner) أحد المسؤولين عن وضع التصنيف: «نريد تغيرات سلوكية وغذائية بطيئة وتدريجة وذات معنى».

## وصلات خارجية
- الموقع الرسمي
- رجيم الصيام المتقطع